# Speocera bovenlanden
Speocera bovenlanden is een spinnensoort uit de familie Ochyroceratidae. De soort komt voor in Sumatra.